# Olga Krasko
Pour les articles homonymes, voir Krasko.
Olga Yourievna Krasko (en russe : О́льга Ю́рьевна Красько́), née le 30 novembre 1981 à Kharkov, est une actrice russe de théâtre et de cinéma.

## Biographie
Olga Krasko naît à Kharkov (RSS d'Ukraine).
En 2002, elle sort diplômée de l'école de théâtre d'art de Moscou (cours de Oleg Tabakov). De 2002 à 2021, elle est actrice du théâtre-studio d'Oleg Tabakov.
A joué les rôles: Lenora (Long dîner de Noël, 2001, Mindaugas Karbauskis), Cécile Volange (Liaisons dangereuses, 2001, Raija-Sinikka Rantala), Berta (Père, 1999, A. Grigoryan), Nastia (Descendant, 2005). Elle débute sur la scène du Théâtre d'art de Moscou avec le rôle d'Irina dans La Chasse au canard en 2002.
Elle fait sa première apparition à l'écran en 2001, dans une série télévisée tchèque Chetnické humoresky dont intrigue se déroule à l'époque de la Première République, dans la seconde moitié des années 1930 et combine des éléments de roman policier et de comédie.

## Filmographie

### Cinéma
- 2002 : Papa de Vladimir Machkov : Tania
- 2015 : Le Territoire de Alexandre Melnik : Liouda

### Télévision
- 2001-2007 : Chetnické humoresky de Antonin Moskalyk : Klaudie
- 2002 : L'Échec de Poirot de Sergueï Oursouliak : Flora Ackroyd
- 2013 : Sherlock Holmes d'Andreï Kavoune : Lisa Baker